# Andrea Mátay
Andrea Mátay (* 27. September 1955 in Budapest) ist eine ehemalige ungarische Hochspringerin.

## Karriere
Bei den Halleneuropameisterschaften 1973 in Rotterdam wurde sie Fünfte, bei den Olympischen Spielen 1976 in Montreal Neunte und bei den Halleneuropameisterschaften 1977 in San Sebastián Vierte. 1978 wurde sie Vierte bei den Halleneuropameisterschaften in Mailand und Sechste bei den Europameisterschaften in Prag. Im Jahr darauf siegte sie bei den Halleneuropameisterschaften 1979 in Wien und bei der Universiade. Für ihre Erfolge wurde sie 1979 zu Ungarns Sportlerin des Jahres gewählt. 1980 gewann sie Silber bei den Halleneuropameisterschaften in Sindelfingen und wurde Zehnte bei den Olympischen Spielen in Moskau.
Bei den Halleneuropameisterschaften 1985 in Piräus wurde sie Sechste und bei den Halleneuropameisterschaften 1988 in Budapest Siebte.
Sechsmal wurde sie ungarische Meisterin im Freien (1973, 1977–1979, 1985) und fünfmal in der Halle (1974, 1978–1980, 1988).

## Persönliche Bestleistungen
- Hochsprung: 1,94 m, 9. September 1979, Mexiko-Stadt
  - Halle: 1,98 m, 17. Februar 1979, Budapest